# Lagoa Grande (Pernambuco)
Lagoa Grande è un comune del Brasile nello Stato del Pernambuco, parte della mesoregione di São Francisco Pernambucano e della microregione di Petrolina.